# Lazhar Hadj Aïssa
Lazhar Hadj Aïssa - em árabe, لزهر حاج عيسى (Batna, 23 de março de 1984) é um futebolista argelino.